# 昂昂溪站
昂昂溪站是位于黑龙江省齐齐哈尔市昂昂溪区陵园路23号的一个铁路车站，邮政编码161031。车站建于1902年，最初称齐齐哈尔站，有滨洲铁路经过该站，现办理客运货运业务，车站及其上下行区间均已电气化。车站距离哈尔滨站270公里，隶属哈尔滨铁路局，是二等站。

## 历史

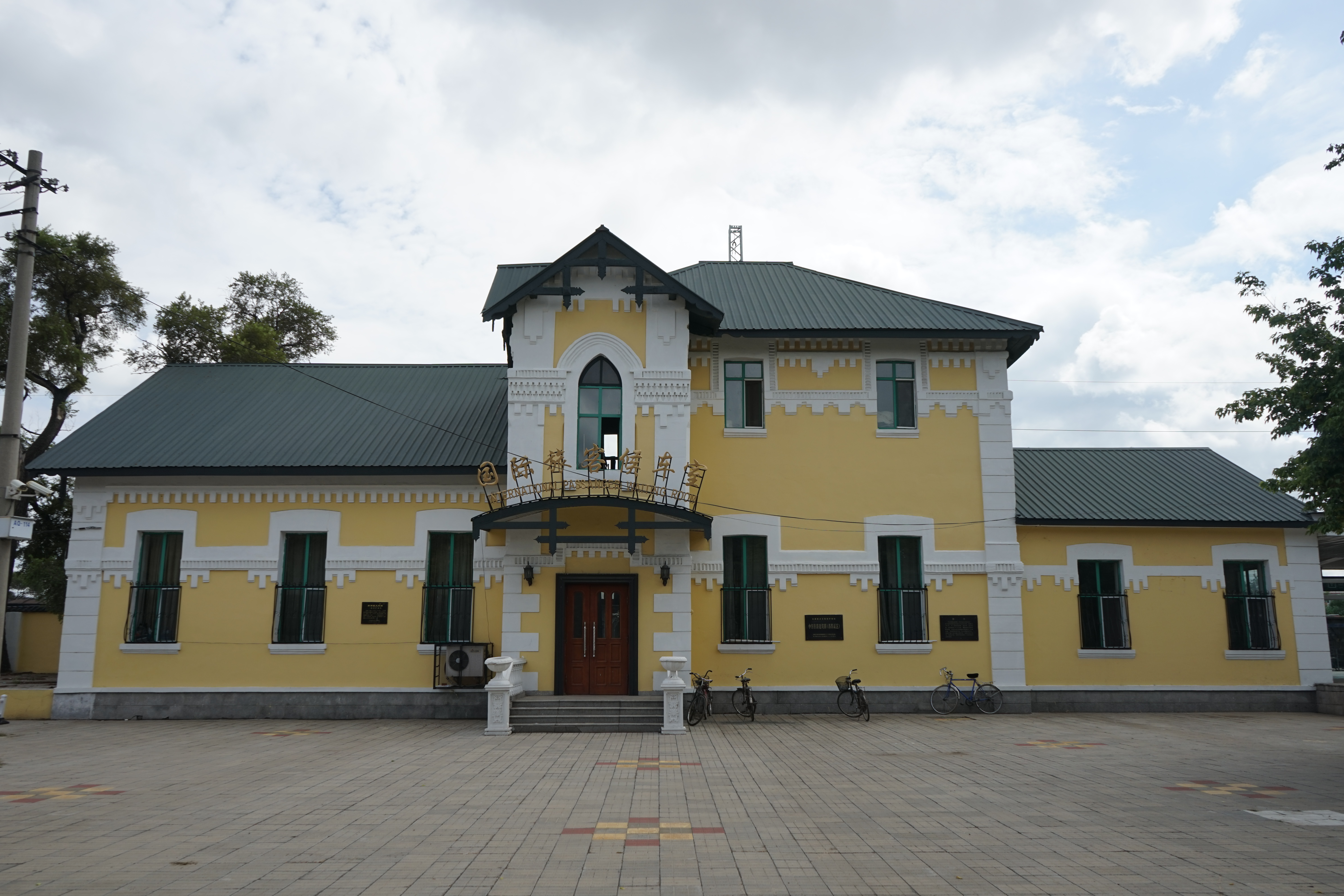
昂昂溪站老站房

车站修建于1902年，1903年7月中东铁路通车后开始营业，初名“齐齐哈尔站”。1909年建成齐昂轻便铁路:164。
1924年车站更名为昂昂溪站。昂昂溪在蒙古语和达斡尔语中是“狩猎场”的意思。1936年车站建成第二座旅客站台，至此车站设有9条到发线和10条编组线。另外1929年和1939年，车站分别建成榆昂线和三昂线两条联络线:164。
1954年车站建成连接两座站台的旅客天桥一座。1966年，车站成为三间房站的辅助作业站和罐车储备基地:164。
作为滨洲铁路复线相关工程，车站于1991年开始延长站场到发线长度，又于1994年新建站房。车站新站房于当年12月投用:164。
2005年，昂昂溪站老候车室和进站天桥被列入齐齐哈尔市一级保护建筑行列。在2015年滨洲铁路电气化工程中，铁路部门将天桥下1公里范围内的股道采取调坡、降低标高等措施以保护车站天桥。2020年又对老站房进行修缮维护。

## 车站结构

### 站房
昂昂溪站目前主要的客运站房建于1994年，面积1222平方米。站房共有三层，其中旅客候车室面积306平方米，办公区面积541平方米:164。
昂昂溪站老站房建于1903年，面积107平方米。站房共有二层，使用砖木结构，为折衷主义式建筑，目前为国际列车候车厅。

### 站场
昂昂溪站设有9条到发线、2座客运站台和9条编组线:164。车站货场办理整车普通货物到发，并设有通往昂昂溪工务段砂场、机务段、国家粮食和物资储备局黑龙江局二三三处、昂昂溪起重机厂、中石化齐齐哈尔分公司、鑫燃煤炭市场、水泥厂庆华粮食、庆华热电等单位的专用线。